# جولیا گلوشکو
 جولیا گلوشکو (انگلیسی: Julia Glushko؛ زاده ۴ ژانویهٔ ۱۹۹۰) یک تنیس‌باز اهل اسرائیل است.